# إيفان ميندي
إيفان ميندي (بالفرنسية: Yvan Mendy)‏ (21 مايو 1985 - ) هو ملاكم فرنسي.

## إحصائيات
خاض خلال مسيرته 48 نزالا، فاز في 41 وتعادل في 1 وخسر في 5. فاز بالضربة القاضية في 20 نزالا.

## روابط خارجية
- إيفان ميندي على موقع بوكس ريك (الإنجليزية) (registration required)